# FreeType
FreeType és una biblioteca informàtica escrita en ANSI C que implementa un motor de renderització de caràcters tipogràfics. Emprada per transformar els gràfics vectorials de les tipografies en mapes de bits, també es pot utilitzar en biblioteques gràfiques, servidors de visualització entre altres funcionalitats.

## Característiques
- FreeType es distribueix sota dues llicències de codi obert: GNU General Public License i una llicència BSD, la qual cosa permet reutilitzar la biblioteca per a qualsevol projecte, sigui lliure o privatiu.
- Suporta diversos formats de font, Incloent TrueType, Type 1, OpenType,[3] TrueType Collection, Compact Font Format, Web Open Font Forma i "està dissenyat per ser petit, eficient, altament personalitzable, i portàtil mentre és capaç de produir una sortida d'alta qualitat (imatges de glif s).[3]
- És molt lleuger i proporciona una interfície de programació d'aplicacions fàcil d'emprar per a accedir a les fonts independentment dels formats d'arxiu.
- No utilitza dades estàtiques enregistrables, es pot executar directament des de la memòria ROM i, per tant, pot ser usat eficientment en sistemes incrustats.
- Incorpora un subsistema de memòria cau que fa que la gestió de les fonts sigui eficient.[2]